# Saint-Maur-des-Fossés
Saint-Maur-des-Fossés je jugovzhodno predmestje Pariza in občina v departmaju Val-de-Marne osrednje francoske regije Île-de-France. Leta 1999 je imelo naselje 73.069 prebivalcev.

## Geografija
Naselje leži jugovzhodno od samega središča Pariza, obkroženo s širokim okljukom reke Marne.

## Administracija
Saint-Maur-des-Fossés je sedež treh kantonov:
- Kanton Saint-Maur-des-Fossés-Center (del občine Saint-Maur-des-Fossés: 29.686 prebivalcev),
- Kanton Saint-Maur-des-Fossés-Zahod (del občine Saint-Maur-des-Fossés: 24.472 prebivalcev),
- Kanton Saint-Maur-des-Fossés-La Varenne (del občine Saint-Maur-des-Fossés: 18.911 prebivalcev).

## Zgodovina
Saint-Maur-des-Fossés svoje ime dolguje opatiji, ustanovljeni leta 639 s strani kraljice Nanthild, regentke mladoletnega sina Klodvika II., na mestu imenovanem Fossati. Opatija, posvečena sv. Petru in Mariji, se je sprva imenovala Sanctus Petrus Fossatensis. Leta 868 so semkaj na povabilo zahodnofrankovskega kralja Karla Plešastega prispeli menihi opatije Saint-Maur de Glanfeuil (Le Thoureil), ki so se morali umakniti pred vikinško invazijo, s seboj pa so prinesli tudi relikvije sv. Mavra. Kasneje v srednjem veku so le-te postale poznane po domnevnih zdravilnih učinkih v primerih protina in epilepsije, Saint Pierre des Fossés pa je pri tem postal eno najslavnejših romarskih središč srednjeveške Francije. V 13. stoletju se je opatija preimenovala v Saint-Maur-des-Fossés, slednjega pa je povzela tudi manjša naselbina, ki je rasla okoli nje.
Med francosko revolucijo se je kraj začasno preimenoval v Vivant-sur-Marne. Po revoluciji je bilo uradno ime občine zgolj Saint-Maur, leta 1897 pa mu je bila znova dodana zgodovinska pripona "des-Fossés", posledično zaradi ločitve od drugih francoskih občin z istim imenom.

## Pobratena mesta
- Bognor Regis (Združeno kraljestvo),
- Hameln (Nemčija),
- La Louvière (Belgija),
- Leiria (Portugalska),
- Pforzheim (Nemčija),
- Rimini (Italija),
- Ziguinchor (Senegal)